# 白鳳丸 (2代)
白鳳丸（はくほうまる、RV Hakuhō-Maru）は、国立研究開発法人海洋研究開発機構（JAMSTEC）の学術研究船（海洋調査船）。東京大学海洋研究所が同名船の代船として建造・運用したのち、国立大学の独立行政法人化にあわせて、JAMSTECに移管された。

## 来歴
1962年、日本海洋学会および日本水産学会の建議にもとづき、東京大学に海洋研究所が設置された。翌1963年には、さっそく研究船として「淡青丸」を建造したが、これは257総トンと比較的小型で、活動範囲は沿岸域に限定されていた。このことから、より大型で外洋域で活動できる研究船が求められるようになり、これに応じて建造されたのが、本船の先代にあたる初代「白鳳丸」であった。同船は1967年に竣工し、日本初の大型研究船として活躍したが、1980年代に入ると、搭載機器や船体設計の陳腐化が指摘されるようになってきた。これに応じて、代船として建造されたのが本船である。
本船は1989年5月の竣工後、東大海洋研の主力研究船として活躍してきた。その後、2000年代の聖域なき構造改革を背景として、2004年には、文部科学省所管の認可法人たる海洋科学技術センターから独立行政法人海洋研究開発機構への改編、また東京大学を含む国立大学の独立行政法人化とあわせて、本船と「淡青丸」は海洋研究開発機構に移管されることとなった。

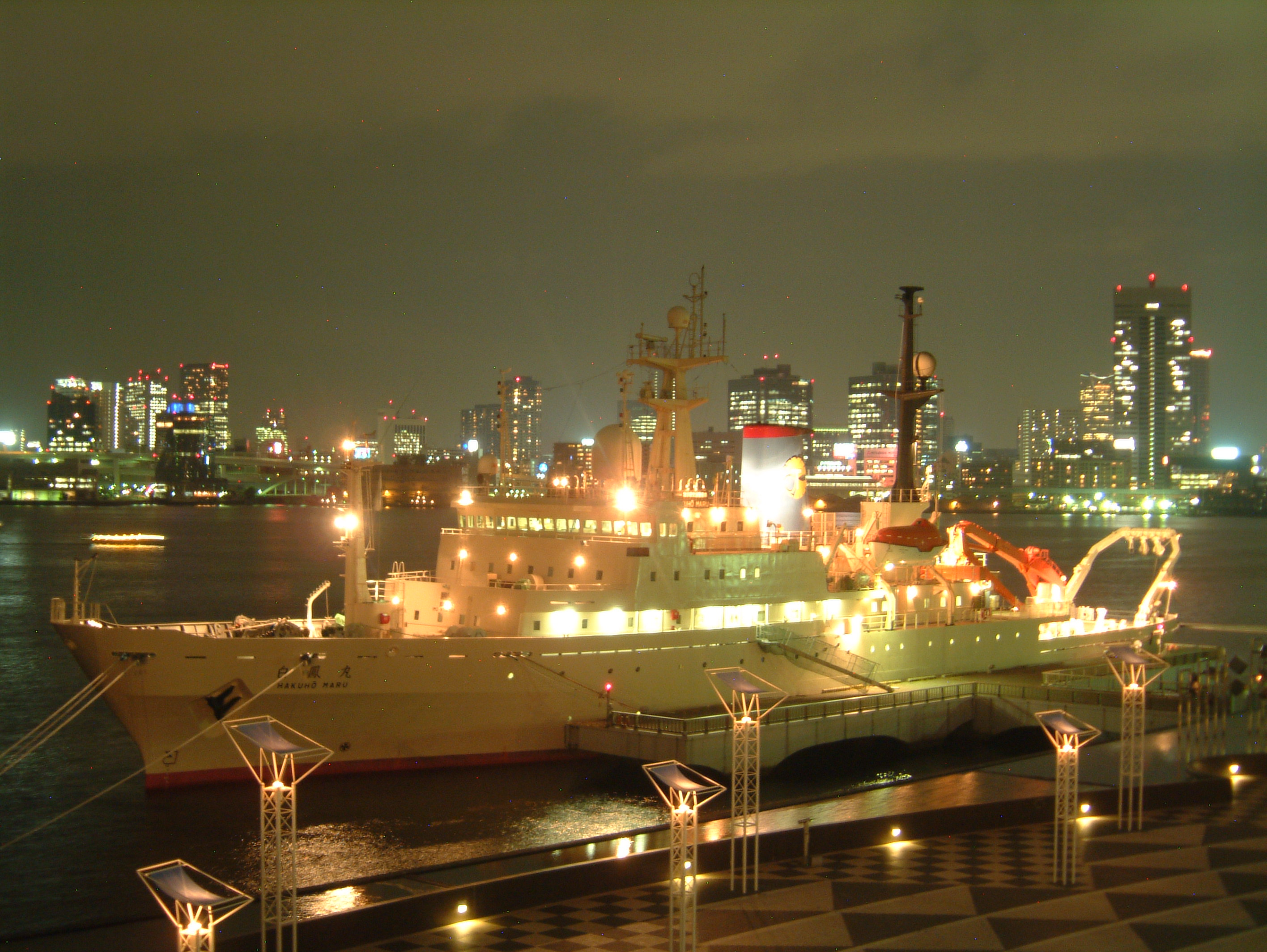
JAMSTEC移管後、夜間の晴海ふ頭に停泊する本船

## 設計
船型としては長船首楼型を採用し、2層の全通甲板を備えている。また船首にはバルバス・バウが付されている。先代船では減揺タンクが設置されていたが、甲板専有面積が広いために研究者から不評であり、総トン数上の制約もあって、本船では船型やビルジキール以外の減揺措置は講じられていない。海洋研究所に所属する研究船であったため、練習船としての機能を持たない研究船としては研究者の定員が格段に多い（35名）。研究者食堂、部員食堂に加え、航海の運航に直接携わるような数名の研究者と一部の士官が食事をするための部屋（サロン）が存在する。研究室は10室あり、番号で1研、2研…と呼ばれる。
先代船では静音性を重視して純電気推進（ディーゼル・エレクトリック方式）が採用されていたが、このために航海速力は12.67ノットと比較的遅く、移動時間のために観測時間が短くなるという問題が指摘されていた。このことから、本船では、通常航行時はディーゼルエンジンに推進器を直結して航走し、静音性が必要になる観測作業時にはディーゼル・エレクトリック方式で航走するというCODLOD方式が採用された。これにより、航海速力は16ノットに高速化され、同じ行動日数でも観測時間の延長が可能となった。主機関としてはダイハツディーゼル製6DSM-28N(L)ディーゼルエンジンが採用されており、これによって、推進発電機（1,085 kW）2基を駆動する。
推進器としてはハイスキュー型の4翼可変ピッチ・プロペラを採用した。また精密な操船が必要な場合に備えて、バウスラスター（190 kW）2基とスタンスラスタ（405 kW）1基を備えている。これらは、2基の舵とともにジョイスティックによってコントロールされている。
なお、船内サービス用の電源としては、出力893.75キロワットの主発電機を3基搭載している。

## 装備

### 測位・地形調査
海底地形調査のため、船底にはシービーム2120型マルチビーム音響測深機（MBES）が設置された。これは、1983年に海上保安庁の測量船「拓洋」に搭載されて日本に導入されたものの同系機であるが、従来のMBESは比較的長波長の12キロヘルツが主流となっていたのに対し、本船の搭載機は、世界で初めて、より高周波で分解能が高い20キロヘルツ帯となった。
また、極深海用精密音響測深器（PDR）として12キロヘルツ帯のコングスベルグ社製EA 600も搭載されているほか、必要に応じて、曳航式サイドスキャンソーナーIZANAGIや、深海曳航式サイドスキャンソーナーWADATSUMIも運用可能である。

### 地質・地層調査
反射法探査に備えて、エアガンコンプレッサー（175 kgf/cm2×20m3/分）2基を装備している。受信用のストリーマーケーブルは、標準的には48チャンネル・1,200メートルのものが用いられるが、大気海洋研究所の海洋底地球物理学分野は288チャンネル・1,800メートルのケーブルおよびウインチを備えている。
また地層探査装置（sub bottom profiler, SBP）として、SYQWEST社製のBathy2010も搭載されている。これは規則的に3.5キロヘルツの音波を発振して、海底表層付近の地層を得るものである。

## 運用史
2004年にJAMSTECに移管された後も、同機構の他の研究船とは異なる運航体系をとっている。白鳳丸は「共同利用研究船」として位置づけられ、その航海計画は全国の研究者を対象にした公募を元に決定される。また、海洋研究所の観測研究企画室が研究者と海洋研究開発機構の仲立ちとなって航海を具体的に運営していくという体制をとっている。観測研究企画室の職員は大型機器の操作や保全、ルーチンデータの取得の補佐のために2、3名が乗船する（2004年以降はマリン・ワーク・ジャパンの職員も乗船している）。航海の際にしばしば必要になる汎用機器（採水器、CTDなど）は海洋研究所から借り出して積み込むという形態がしばしばとられる。
航海の寄港地-寄港地間の期間は4、5週間程度であり、みらいなどと比較すると比較的短い。また、寄港も4、5日取られることが多い。航海名はKH-YY-Xの形で、2桁の年度と1桁の航海次数により表記される。KH-93-1とあれば1993年の1次航海を意味する。しばしばHK-YY-Xと誤記されるが、HKは北海道区水産研究所の北光丸の略号である。